# Maku Iwa
Maku Iwa är en kulle i Antarktis. Den ligger i Östantarktis. Norge gör anspråk på området. Toppen på Maku Iwa är 1 907 meter över havet.
Terrängen runt Maku Iwa är huvudsakligen platt, men västerut är den kuperad. Trakten är obefolkad. Det finns inga samhällen i närheten. 